# World Basketball Association 2004
La stagione WBA 2004 fu la prima della World Basketball Association. Parteciparono 7 squadre in un unico girone. I Chattanooga Majic non cominciarono la stagione, mentre i Bristol Crusaders non la terminarono.

## Squadre partecipanti
- Bristol Crusaders
- Jackson Rage
- Kentucky Reach
- Macon Blaze
- Raleigh Knights
- Rome Gladiators
- S.C. Lightning

## Classifica
| Squadra                     | V  | P  | %    |
| --------------------------- | -- | -- | ---- |
| Jackson Rage                | 16 | 4  | 80,0 |
| Southern Crescent Lightning | 14 | 6  | 70,0 |
| Raleigh Knights             | 12 | 8  | 55,5 |
| Kentucky Reach              | 10 | 9  | 52,6 |
| Rome Gladiators             | 6  | 14 | 30,0 |
| Bristol Crusaders           | 5  | 13 | 27,8 |
| Macon Blaze                 | 5  | 14 | 26,3 |

## Play-off

### Primo turno
| Elizabethtown                            | Kentucky Reach | 109 – 86 | Macon Blaze |  |
| \| \| \| \| \| Pettway 32 \| Punti \| \| |                |          |             |  |
|                                          |                |          |             |  |
| Pettway 32                               | Punti          |          |             |  |

| Raleigh                                 | Raleigh Knights | 86 – 79 | Rome Gladiators |  |
| \| \| \| \| \| Grundy 26 \| Punti \| \| |                 |         |                 |  |
|                                         |                 |         |                 |  |
| Grundy 26                               | Punti           |         |                 |  |

### Semifinali
| Jackson 25 giugno 2004, ore 18:30 | Southern Crescent Lightning | 95 – 83 | Raleigh Knights | Williams Athletics and Assembly Center |

| Jackson 25 giugno 2004, ore 20:30 | Jackson Rage | 82 – 58 | Kentucky Reach | Williams Athletics and Assembly Center (4.516 spett.) |

### Finale
| Jackson 26 giugno 2004, ore 19:30      | Southern Crescent Lightning | 82 – 79 | Jackson Rage | Williams Athletics and Assembly Center (6.000 spett.) |
| \| \| \| \| \| Allen 19 \| Punti \| \| |                             |         |              |                                                       |
|                                        |                             |         |              |                                                       |
| Allen 19                               | Punti                       |         |              |                                                       |

### Tabellone
|  | Primo turno | Primo turno | Primo turno       |                   |         | Semifinali | Semifinali | Semifinali |  |  | Finale | Finale | Finale |  |
|  |             |             |                   |                   |         |            |            |            |  |  |        |        |        |  |
|  |             |             |                   |                   |         | 1          | Jackson    | 1          |  |  |        |        |        |  |
|  |             |             |                   |                   |         | 1          | Jackson    | 1          |  |  |        |        |        |  |
|  |             |             | 4                 | Kentucky          | 0       |            |            |            |  |  |        |        |        |  |
|  | 6           | Macon       | 4                 | Kentucky          | 0       | 0          |            |            |  |  |        |        |        |  |
|  | 6           | Macon       |                   |                   |         |            |            |            |  |  |        |        |        |  |
|  | 4           | Kentucky    | 1                 |                   |         |            |            |            |  |  |        |        |        |  |
|  | 4           | Kentucky    | 1                 |                   | Jackson | Jackson    | 0          |            |  |  |        |        |        |  |
|  |             |             |                   |                   |         |            |            |            |  |  |        |        |        |  |
|  |             |             | Southern Crescent | Southern Crescent | 1       |            |            |            |  |  |        |        |        |  |
|  | 3           | Raleigh     | Southern Crescent | Southern Crescent | 1       | 1          |            |            |  |  |        |        |        |  |
|  | 3           | Raleigh     |                   |                   |         |            |            |            |  |  |        |        |        |  |
|  | 5           | Rome        | 0                 |                   |         |            |            |            |  |  |        |        |        |  |
|  | 5           | Rome        | 0                 |                   | 3       | Raleigh    | 0          |            |  |  |        |        |        |  |
|  |             |             |                   |                   | 3       | Raleigh    | 0          |            |  |  |        |        |        |  |
|  |             |             | 2                 | Southern Crescent | 1       |            |            |            |  |  |        |        |        |  |

## Vincitore
| Campione WBA 2004                       |
| --------------------------------------- |
| Southern Crescent Lightning (1º titolo) |

## Statistiche
| Categoria             | Giocatore       | Squadra                     | Stat |
| --------------------- | --------------- | --------------------------- | ---- |
| Punti per gara        | Mario Austin    | Jackson Rage                | 22,9 |
| Rimbalzi per gara     | Mario Austin    | Jackson Rage                | 10,1 |
| Assist per gara       | Marcus Taylor   | Southern Crescent Lightning | 4,8  |
| Palle rubate per gara | Anthony Grundy  | Raleigh Knights             | 2,1  |
| Stoppate per gara     | Rob Lewin       | Kentucky Reach              | 2,1  |
| FG%                   | John Oden       | Jackson Rage                | 62,5 |
| FT%                   | Mo Finley       | Rome Gladiators             | 86,2 |
| 3FG%                  | Lamont McIntosh | Southern Crescent Lightning | 50,0 |

## Premi WBA
- WBA Player of the Year: Mario Austin, Jackson Rage
- WBA Coach of the Year: Litterial Green, Southern Crescent Lightning[4]
- WBA Defensive Player of the Year: Anthony Grundy, Raleigh Knights
- WBA Rookie of the Year: Antoine Pettway, Kentucky Reach
- All-WBA First Team
  - Anthony Grundy, Raleigh Knights
  - Marcus Taylor, Southern Crescent Lightning
  - Derrick Allen, Southern Crescent Lightning
  - John Oden, Jackson Rage
  - Mario Austin, Jackson Rage
- All-WBA Second Team
  - Lamont Roland, Kentucky Reach
  - Antoine Pettway, Kentucky Reach
  - Wayne Wallace, Rome Gladiators
  - Tyrone Levett, Kentucky Reach
  - Josh Powell, Southern Crescent Lightning